# Brdská oblast
Brdská oblast – makroregion w podprowincji Wyżyna Berounki, w obrębie Masywu Czeskiego, leżący w jego środkowo-zachodniej części, pod względem administracyjnym w zachodniej części kraju środkowoczeskiego.

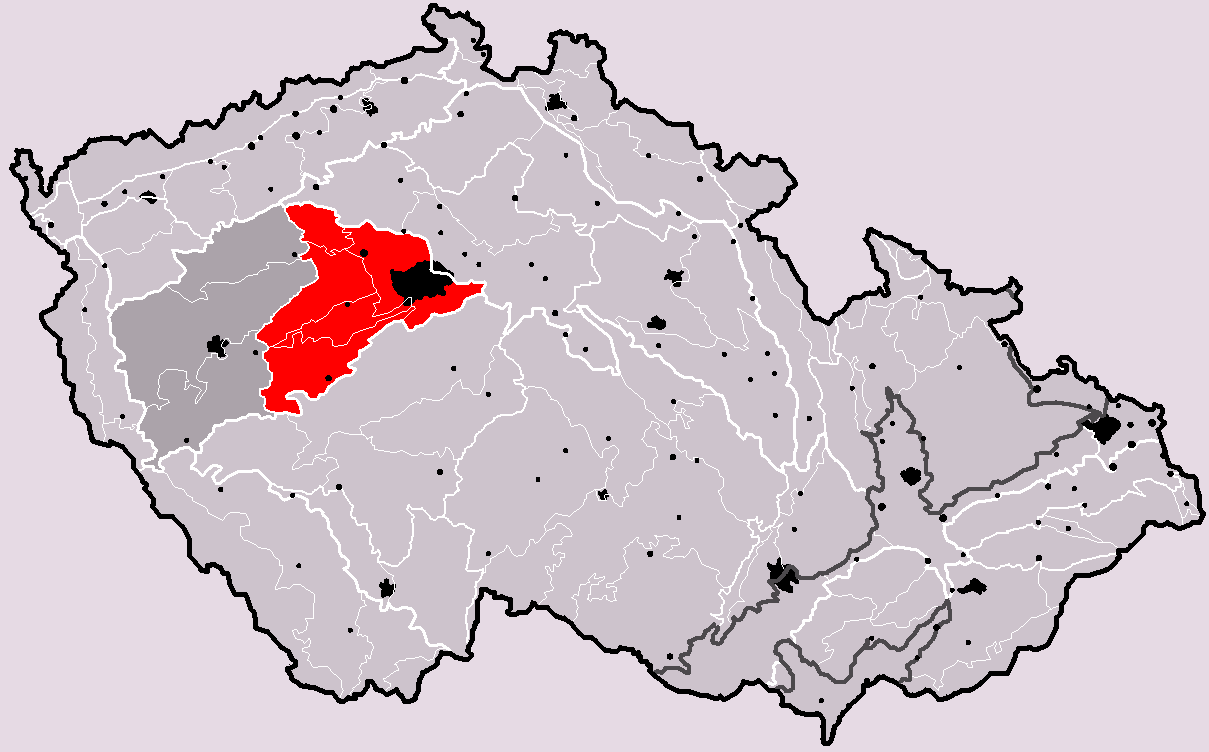
Położenie Regionu Brdy

Obejmuje środkowo-zachodnią część Czech. Jego powierzchnia wynosi ok. 3438 km².
Graniczy od zachodu ze Plzeňská pahorkatina, od północy i północnego wschodu z Płytą Środkowoczeską (czes. Středočeská tabule), a od południowego wschodu i południa z Wyżyną Środkowoczeską (czes. Středočeská pahorkatina).
Krajobraz jest zróżnicowany, od równin na północny zachód od Pragi, poprzez pogórza, po niewysokie góry. W rejonie Křivoklátu występują głęboko wcięte doliny rzeczne. Najwyższym wzniesieniem jest Tok (865 m n.p.m.) w Brdach.
Pod względem budowy geologicznej Region Brdy należy do Masywu Czeskiego, a występują tu proterozoiczne i staropaleozoiczne utwory barrandienu, z których najbardziej znane są wapienne utwory Krasu Czeskiego (czes. Český kras).
Na tym terenie znajdują się dwa obszary chronionego krajobrazu – CHKO Křivoklátsko i CHKO Český kras.
Większe miasta, to: Praga, Kladno, Příbram, Beroun, Hořovice i Slaný.
Leży w dorzeczu Wełtawy, dopływu Łaby oraz jej dopływu – Berounki. Odwadniają go Litavka i Loděnice – dopływy Berounki oraz Zákolanský potok, Rokytka oraz mniejsze dopływy Wełtawy.

## Podział
Region Brdy:
- Džbán (czes. Džbán)
- Równina Praska (czes. Pražská plošina)
- Wyżyna Krzywoklatska (czes. Křivoklátská vrchovina)
- Pogórze Horzowickie (czes. Hořovická pahorkatina)
- Grzbiet Brdy (czes. Brdská vrchovina)

## Galeria

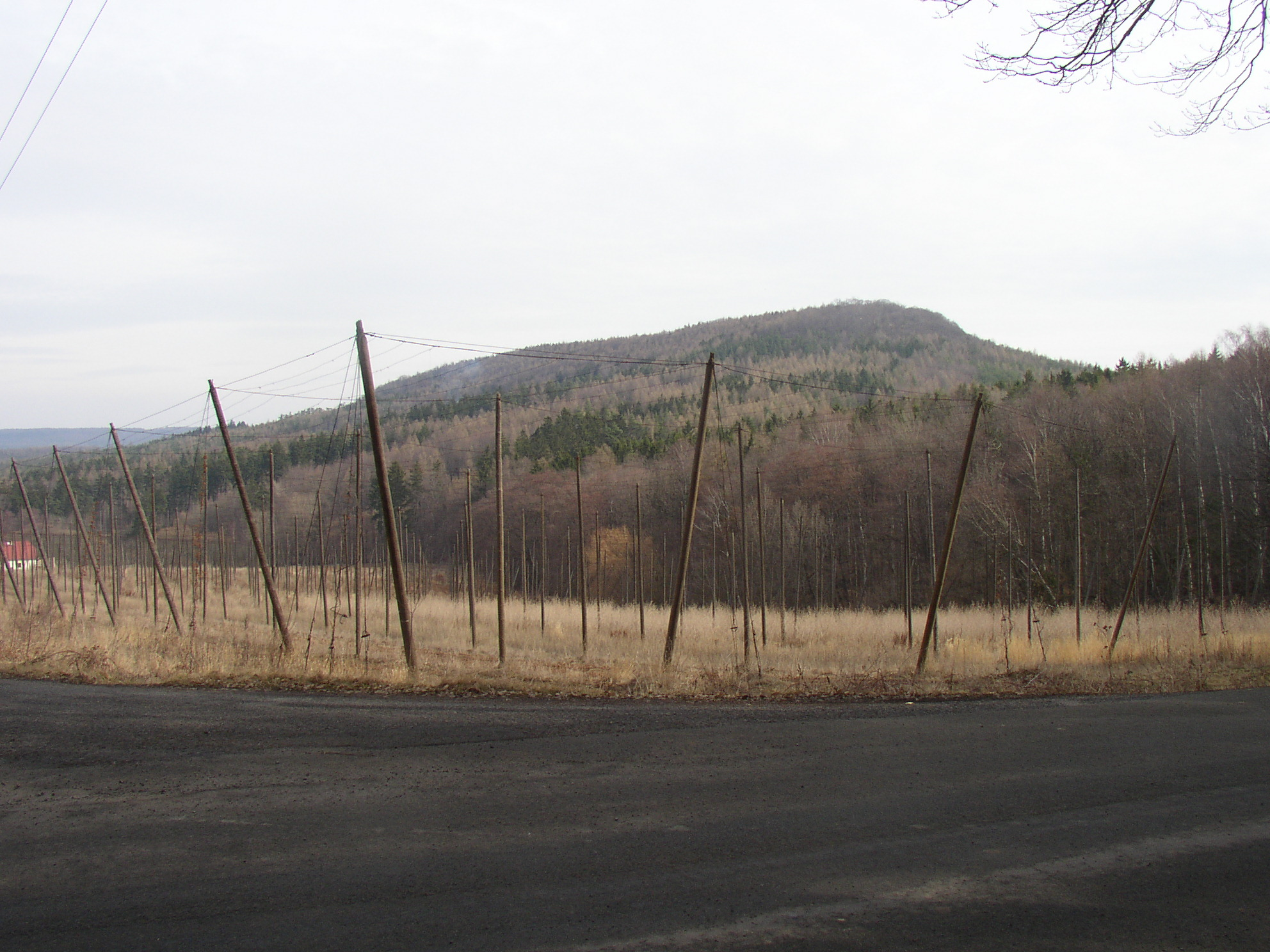
Góra Pravda na północnym skraju Džbánu
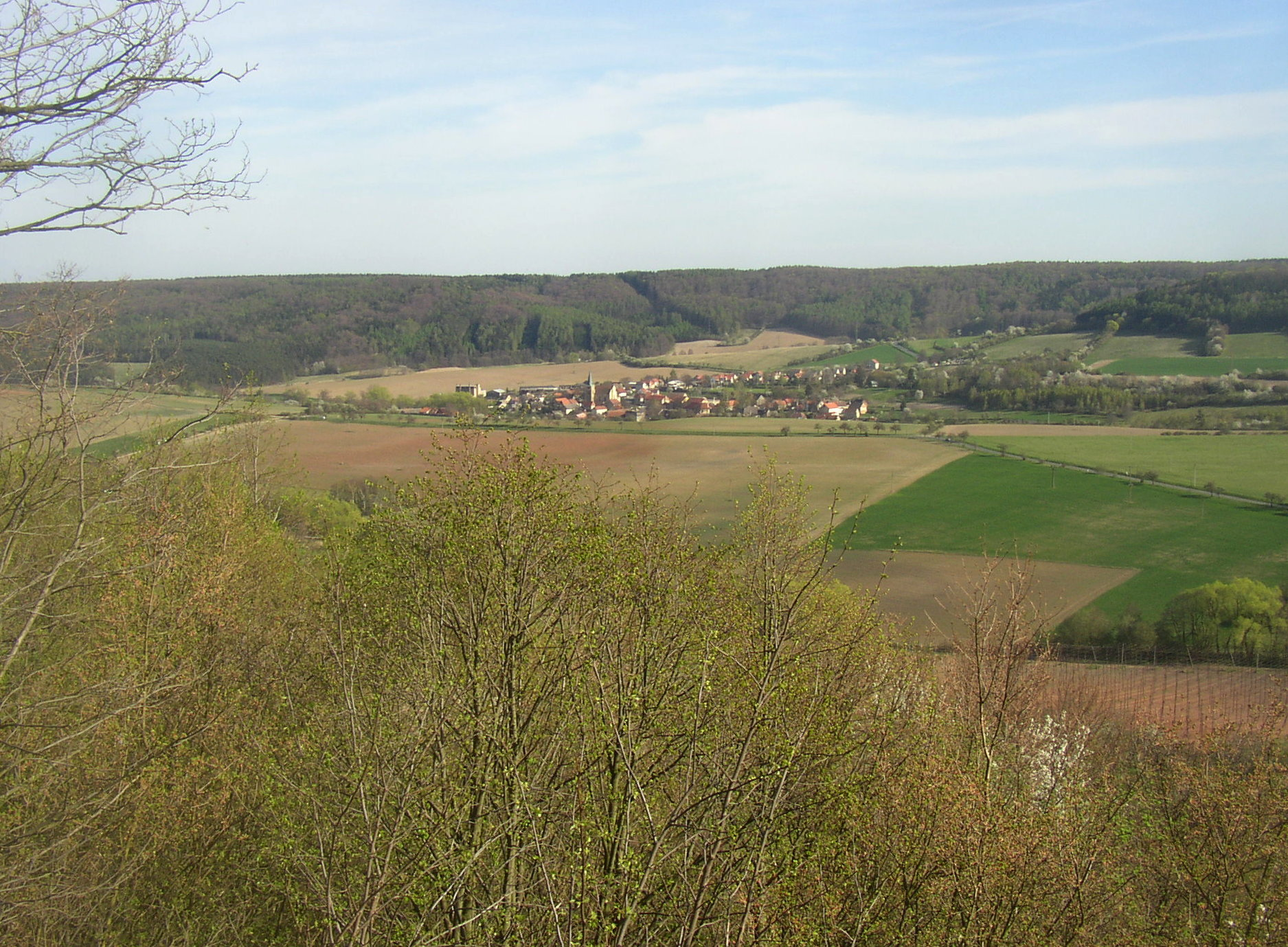
Widok miejscowości Srbeč z Milské stráni
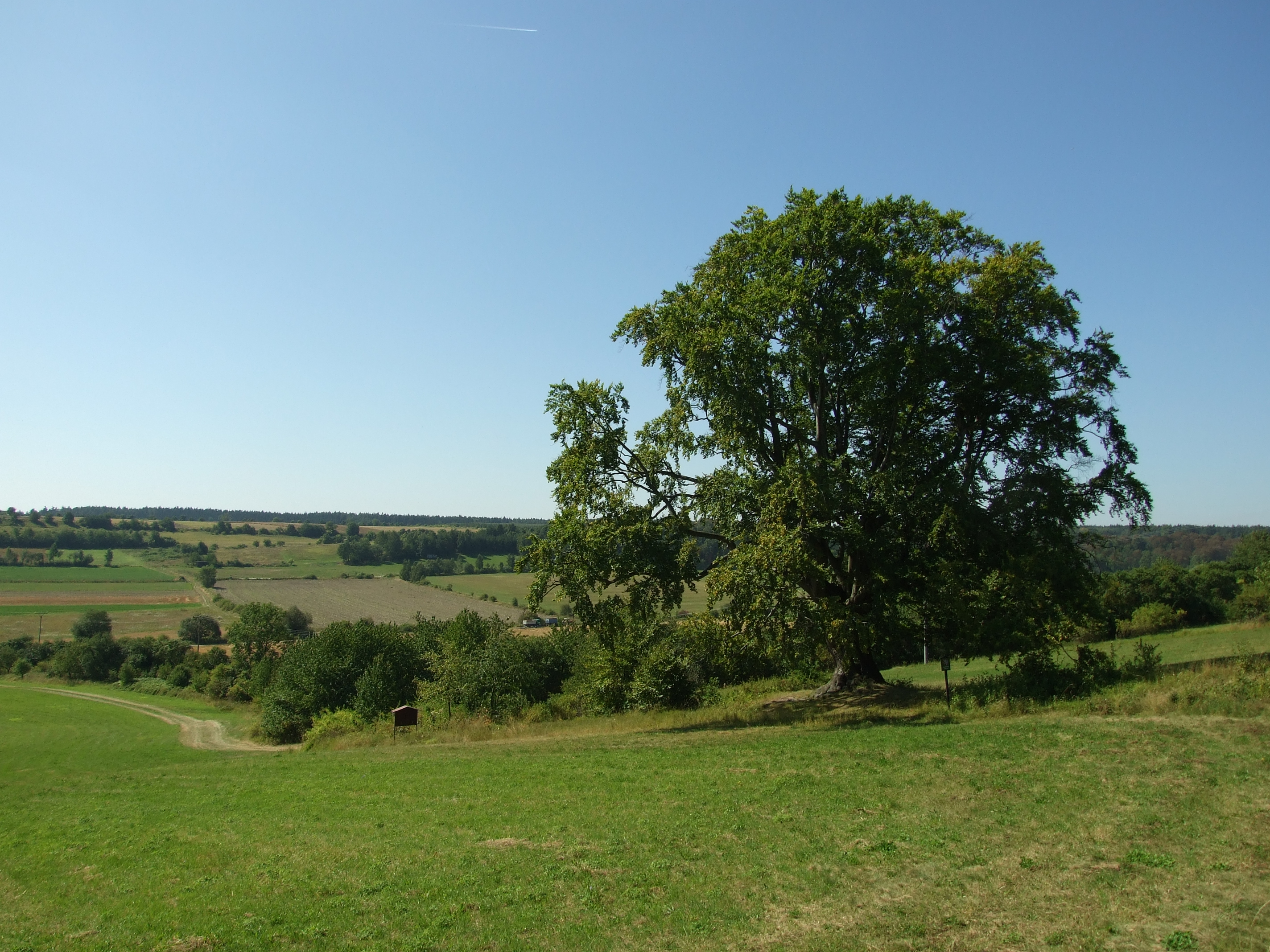
Džbán, Řevničovská pahorkatina, Mšecké Žehrovice w górnym biegu rzeki Loděnice
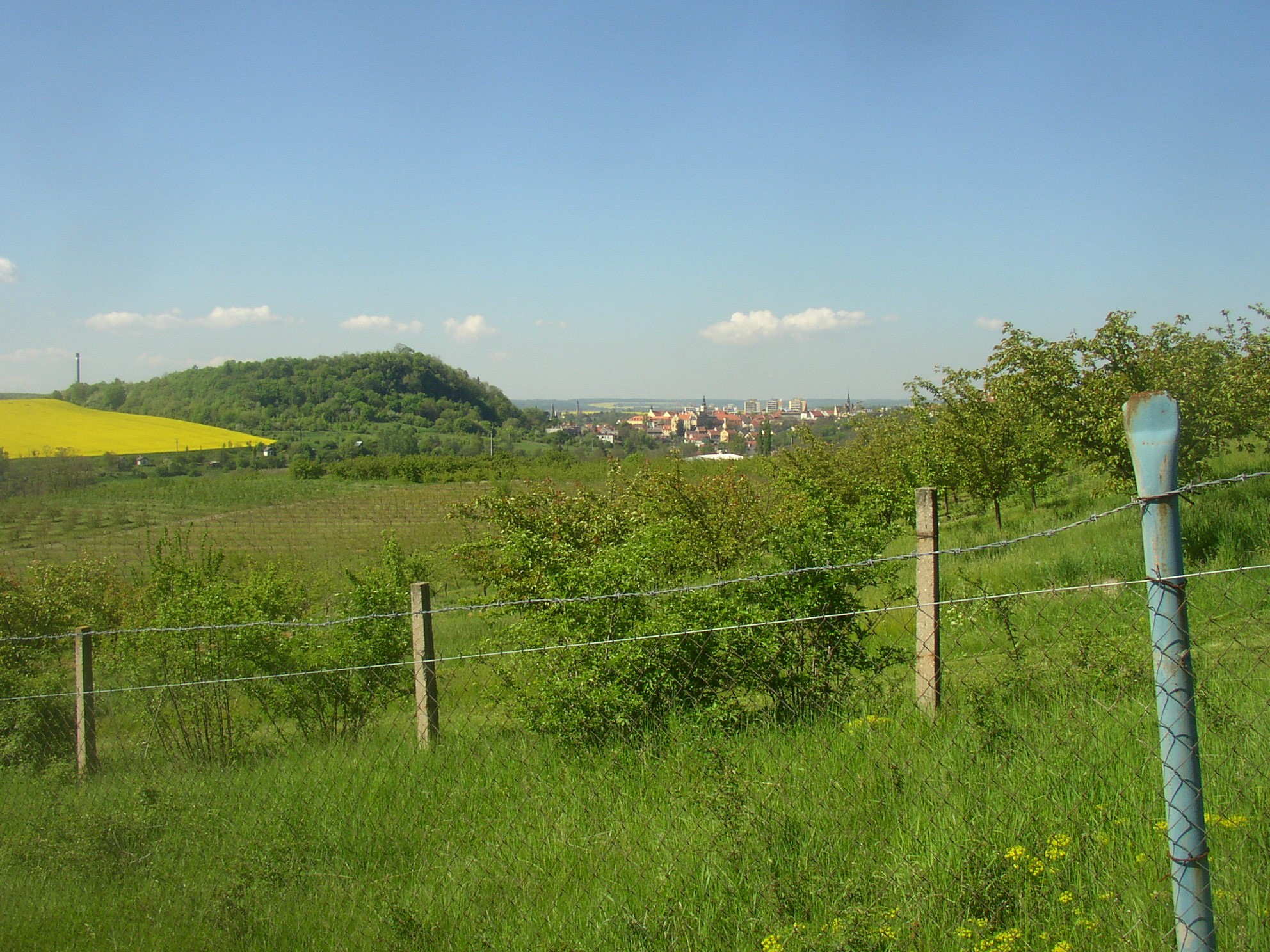
Slánská hora – pozostałóść trzeciorzędowego wulkanizmu
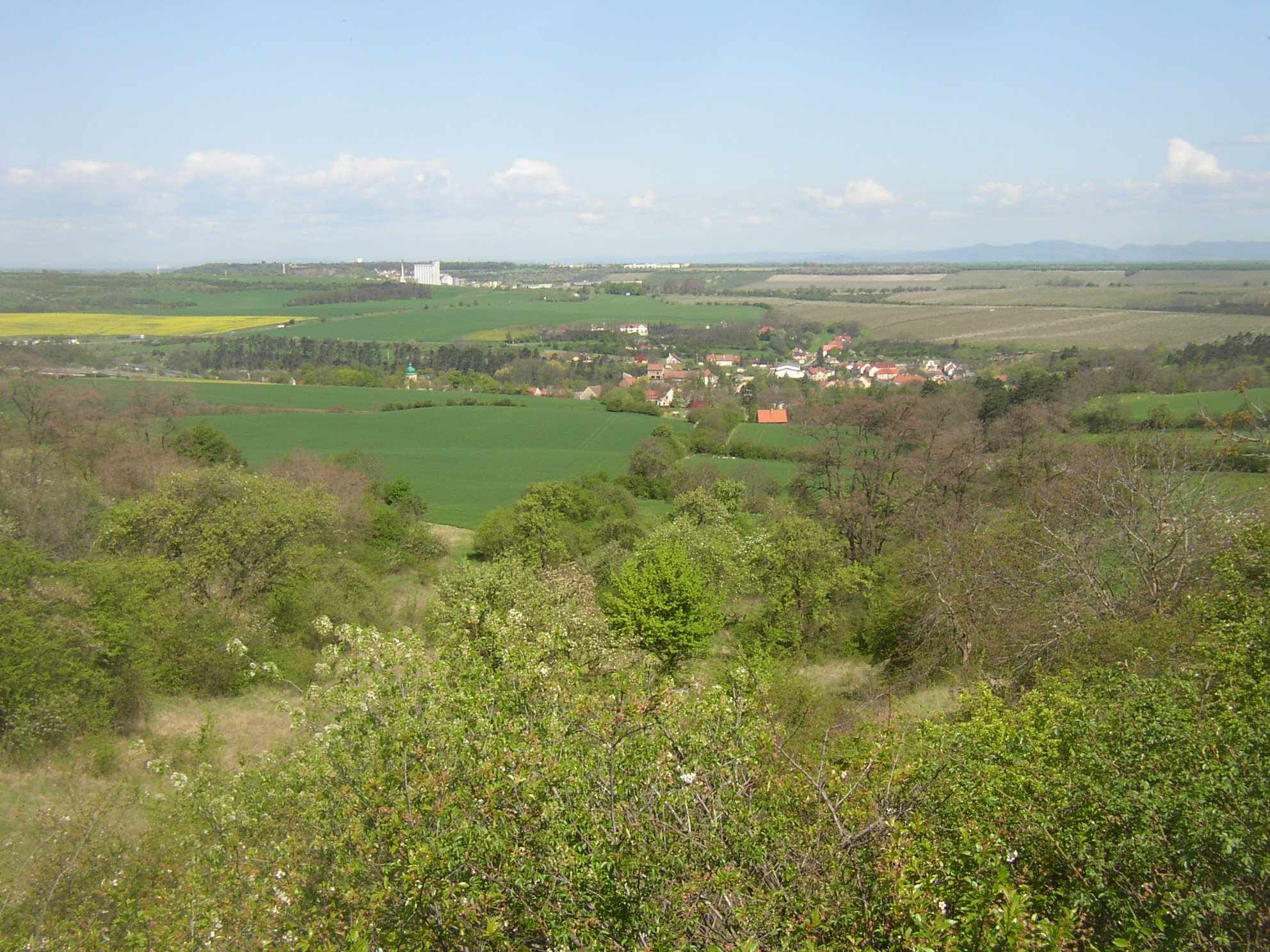
Okolice wsi Knovíz, na południowy wschód od miasta Slaný
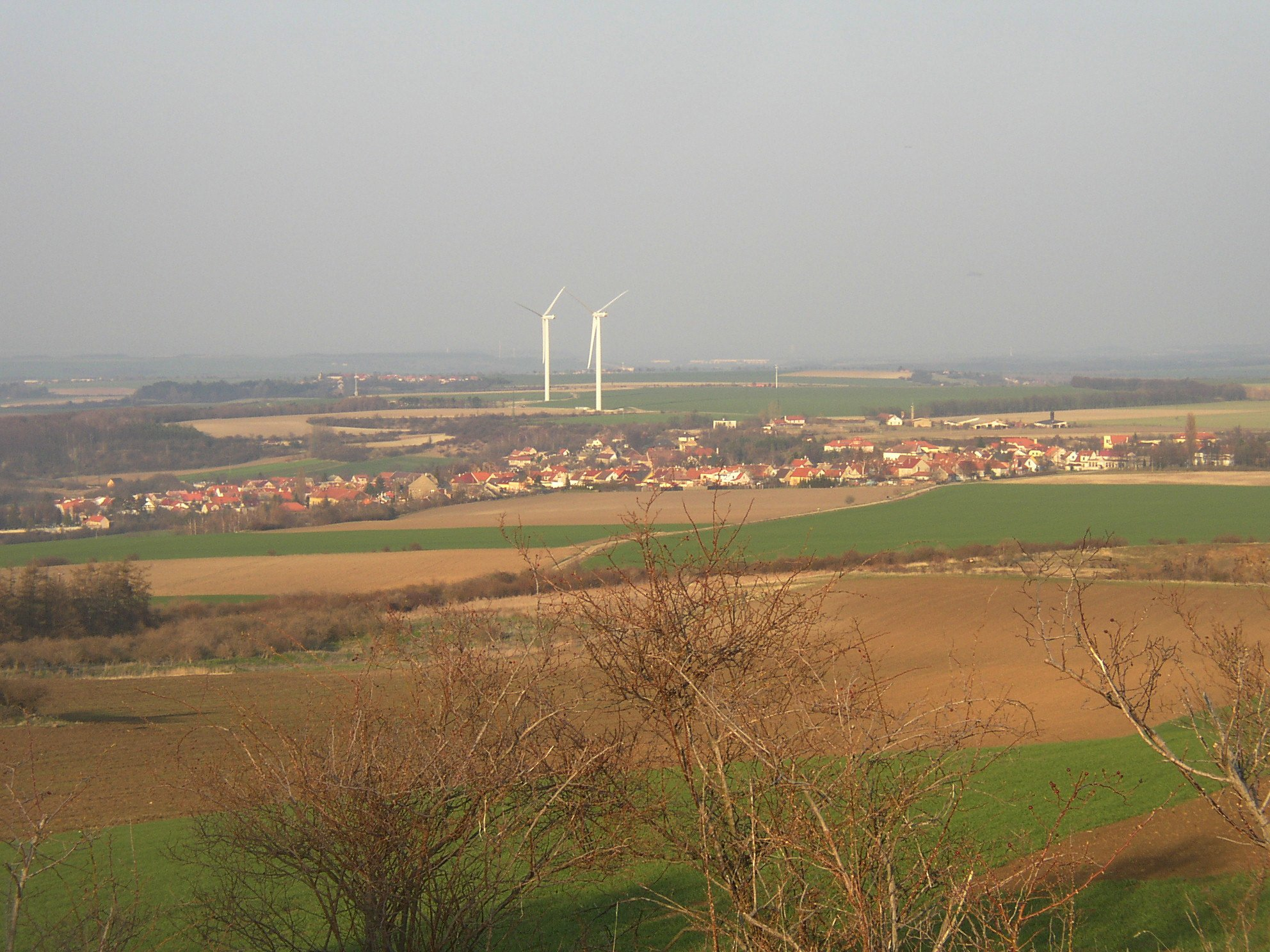
Widok z Vinařické hory
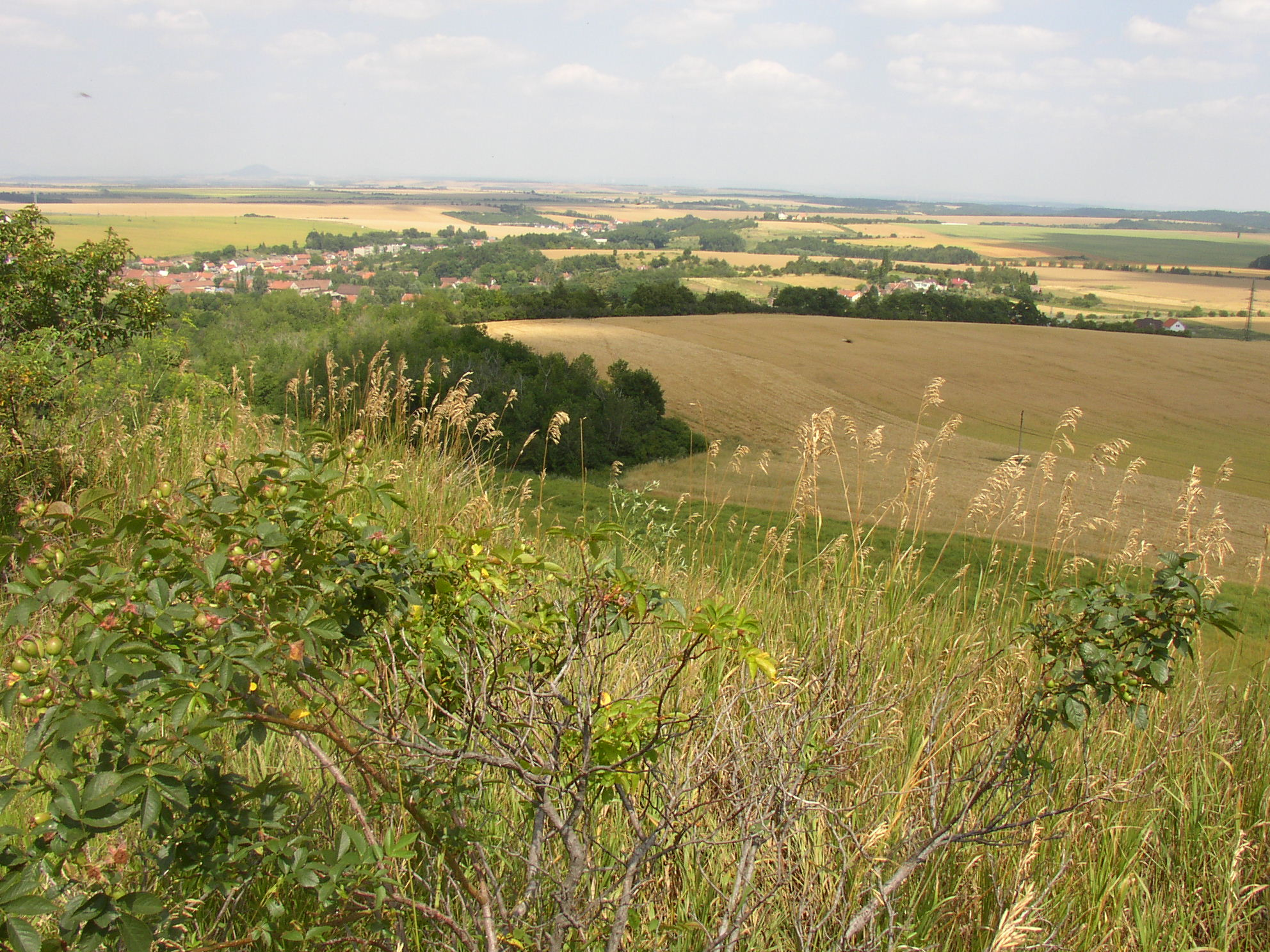
Widok z Buštehradské hałdy
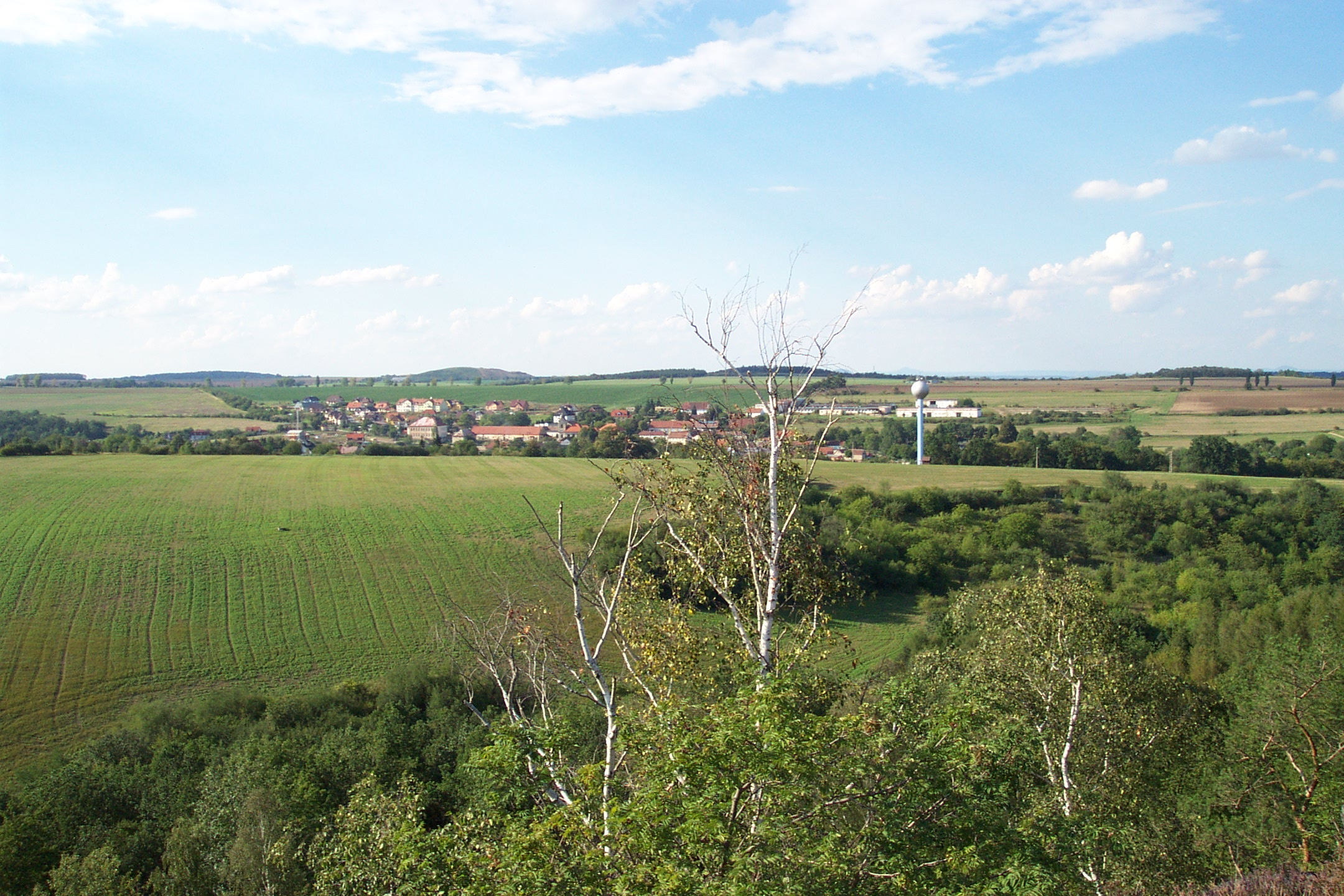
Widok z Kozích hřbetów w okolicach Pragi
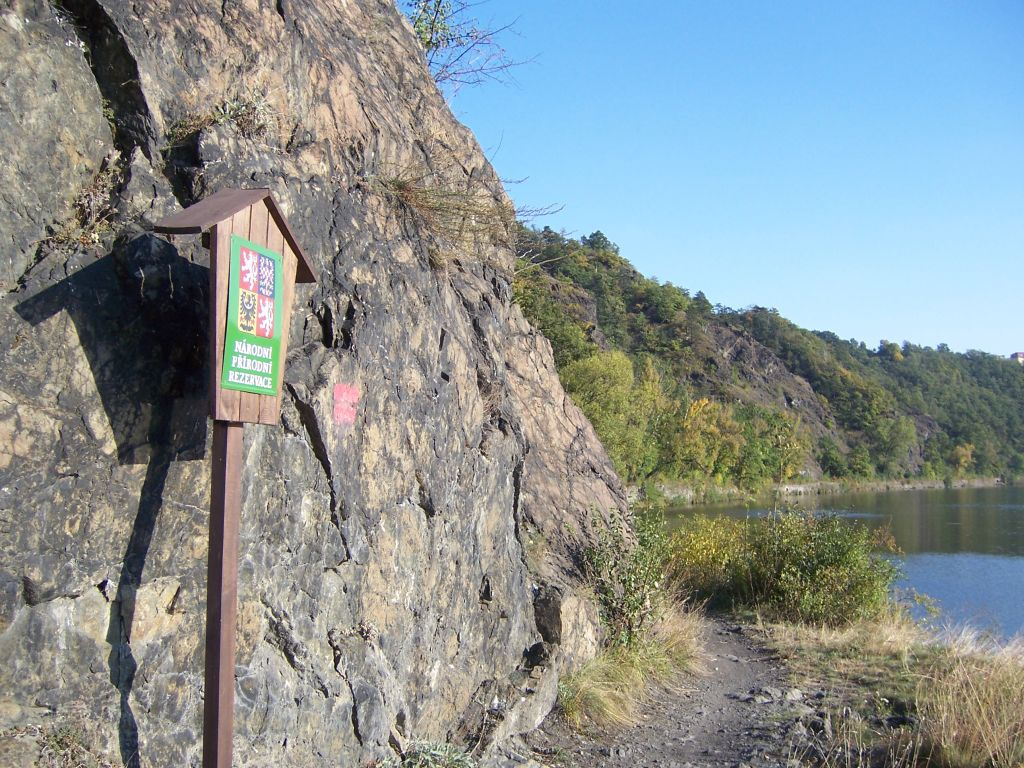
NPR Větrušické rokle w skalistej dolinie Wełtawy pod Pragą
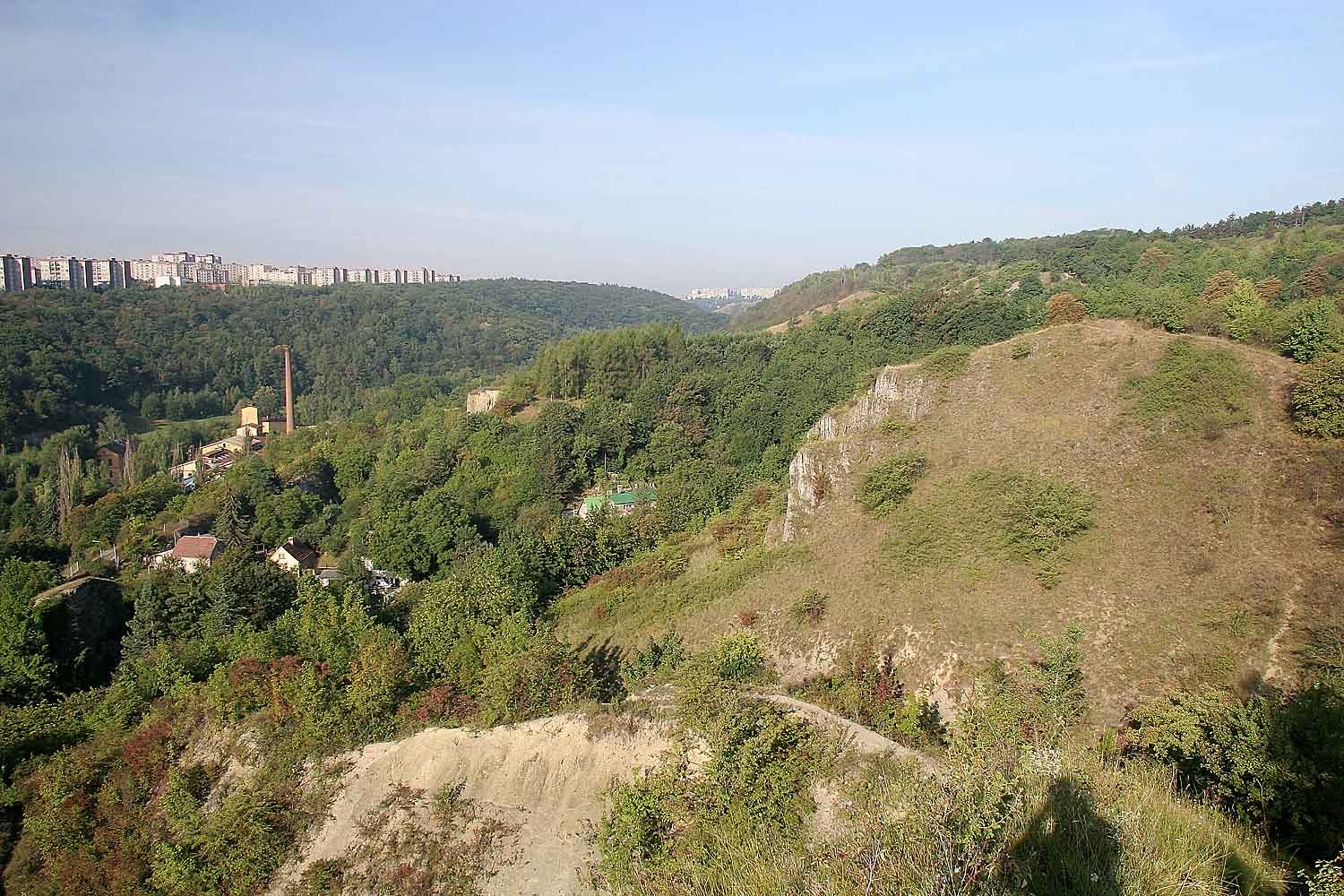
PR Prokopské údolí w południowo-zachodniej części Pragi
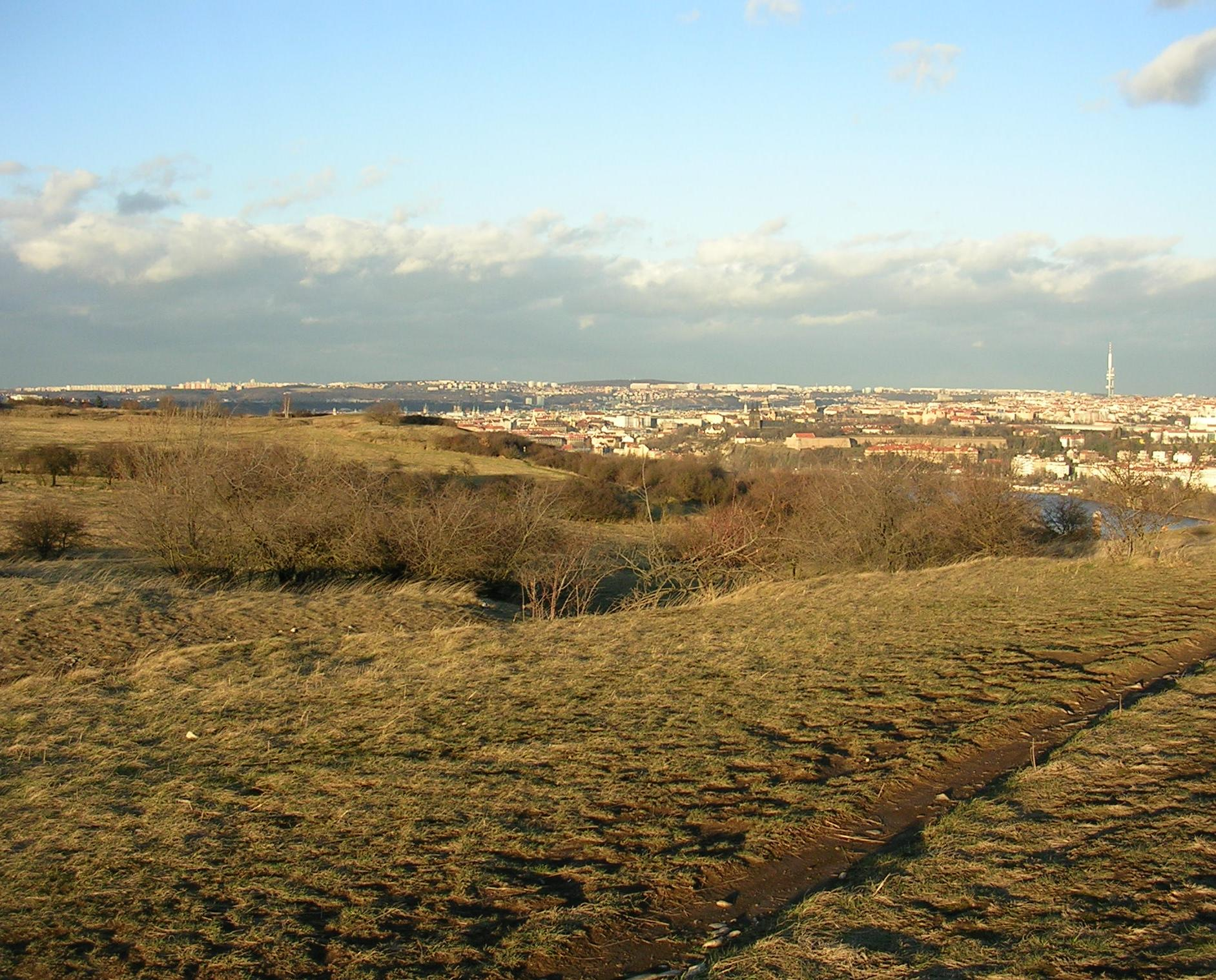
Widok Pragi z Děvína
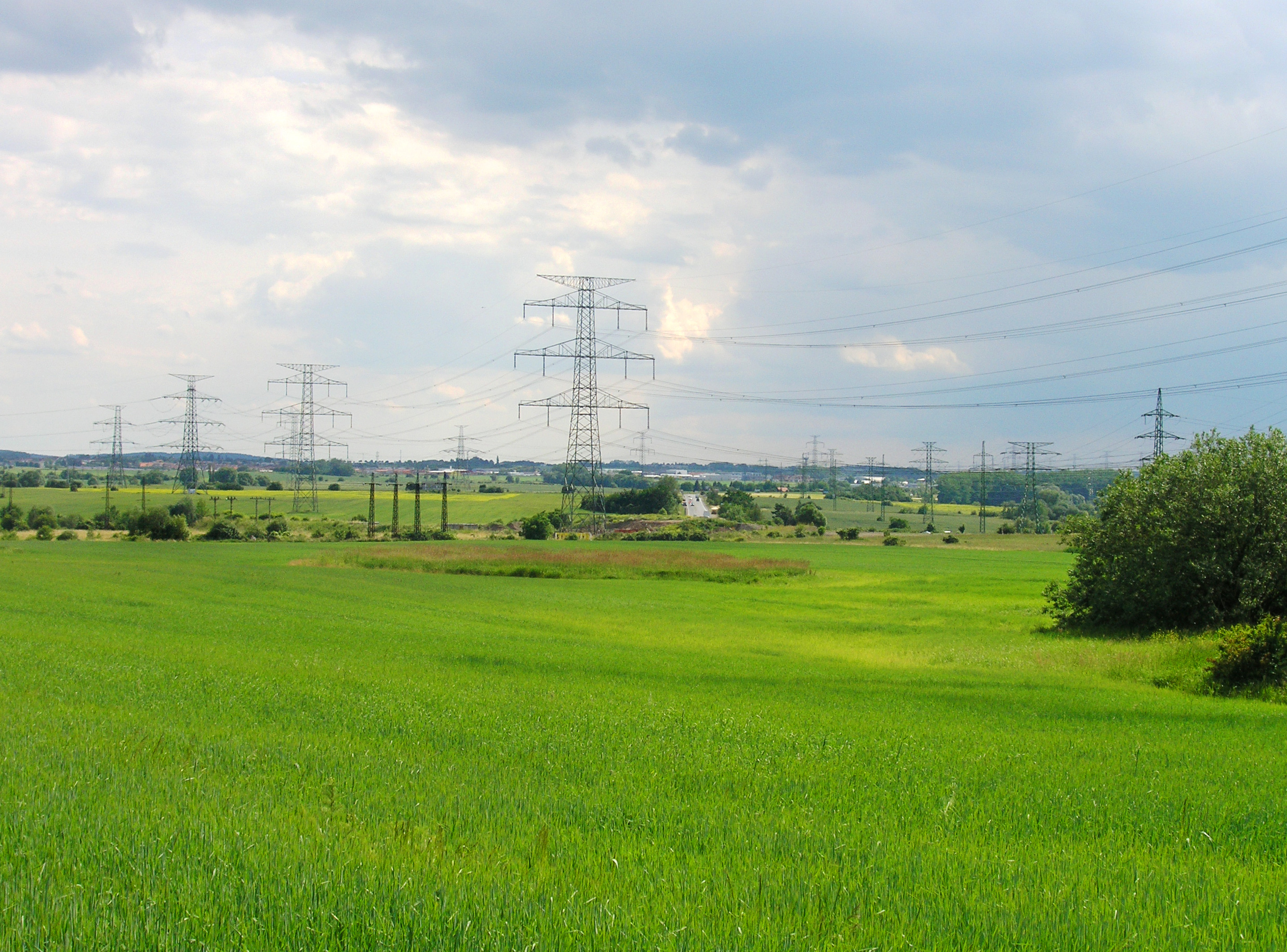
Hrnčířské louky w południowo-wschodniej części Pragi
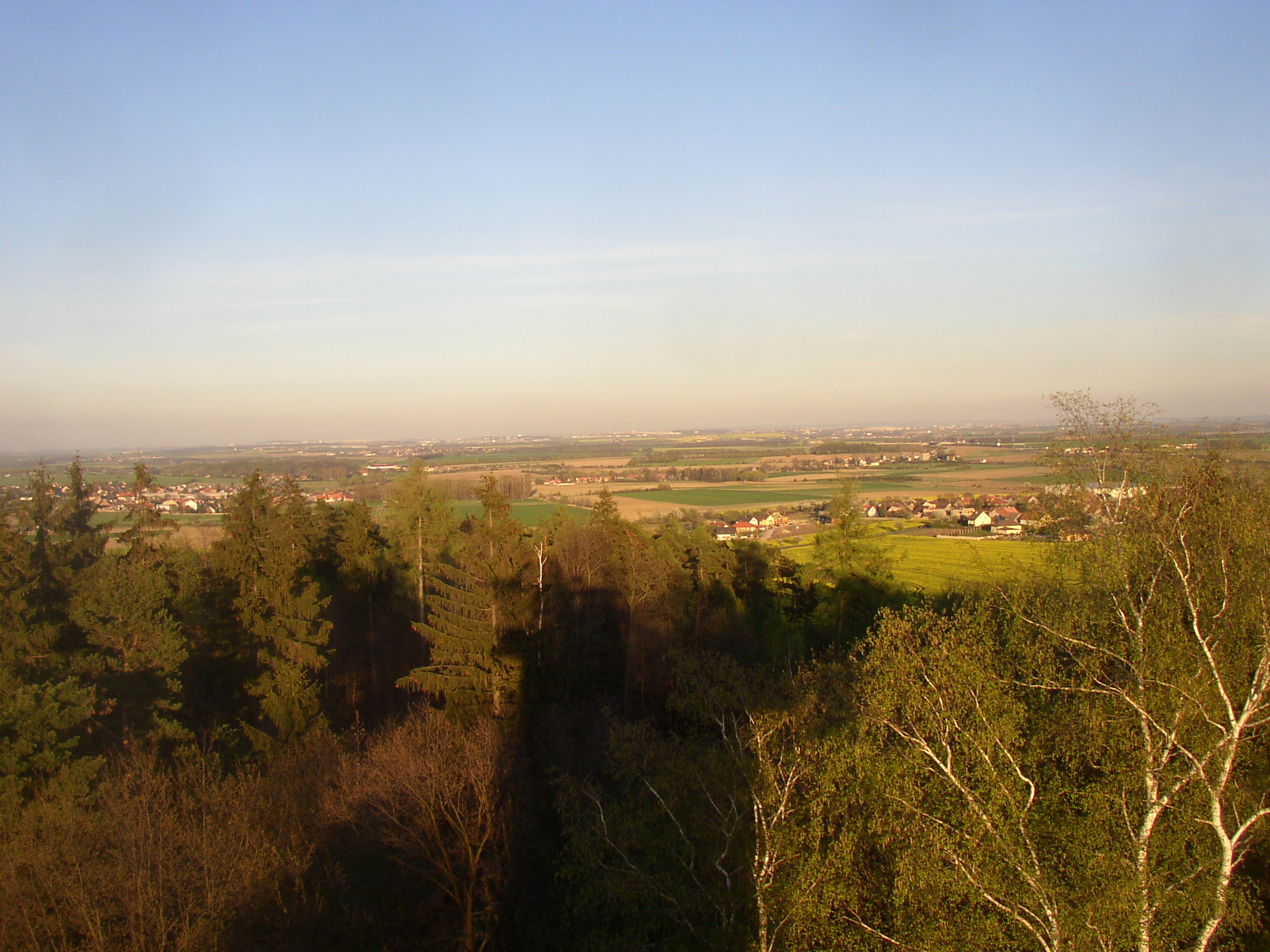
Widok z Kožovy hory ku południowemu wschodowi
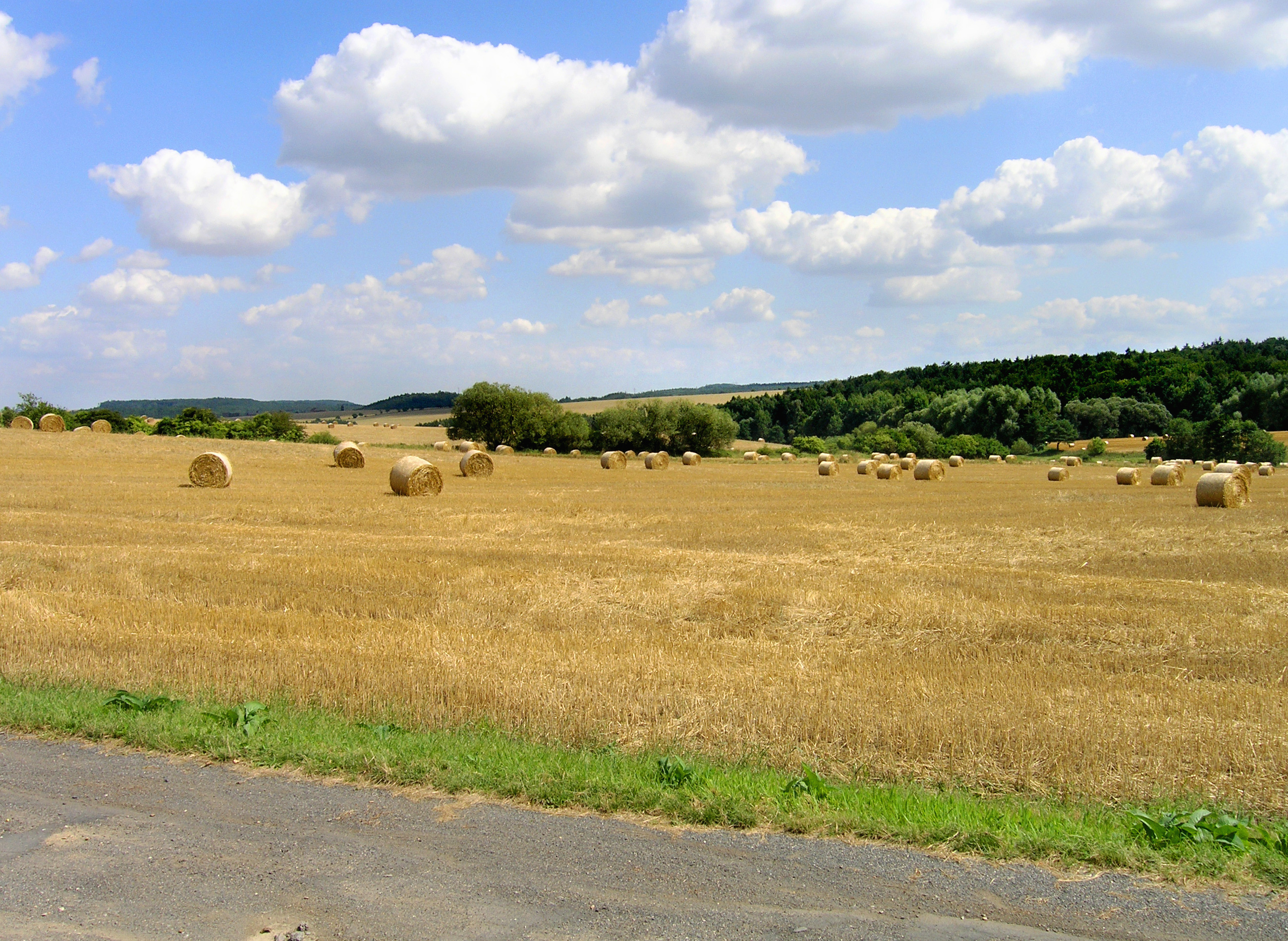
Křivoklátská vrchovina, Lánská pahorkatina między Bratronicami a Lhotą
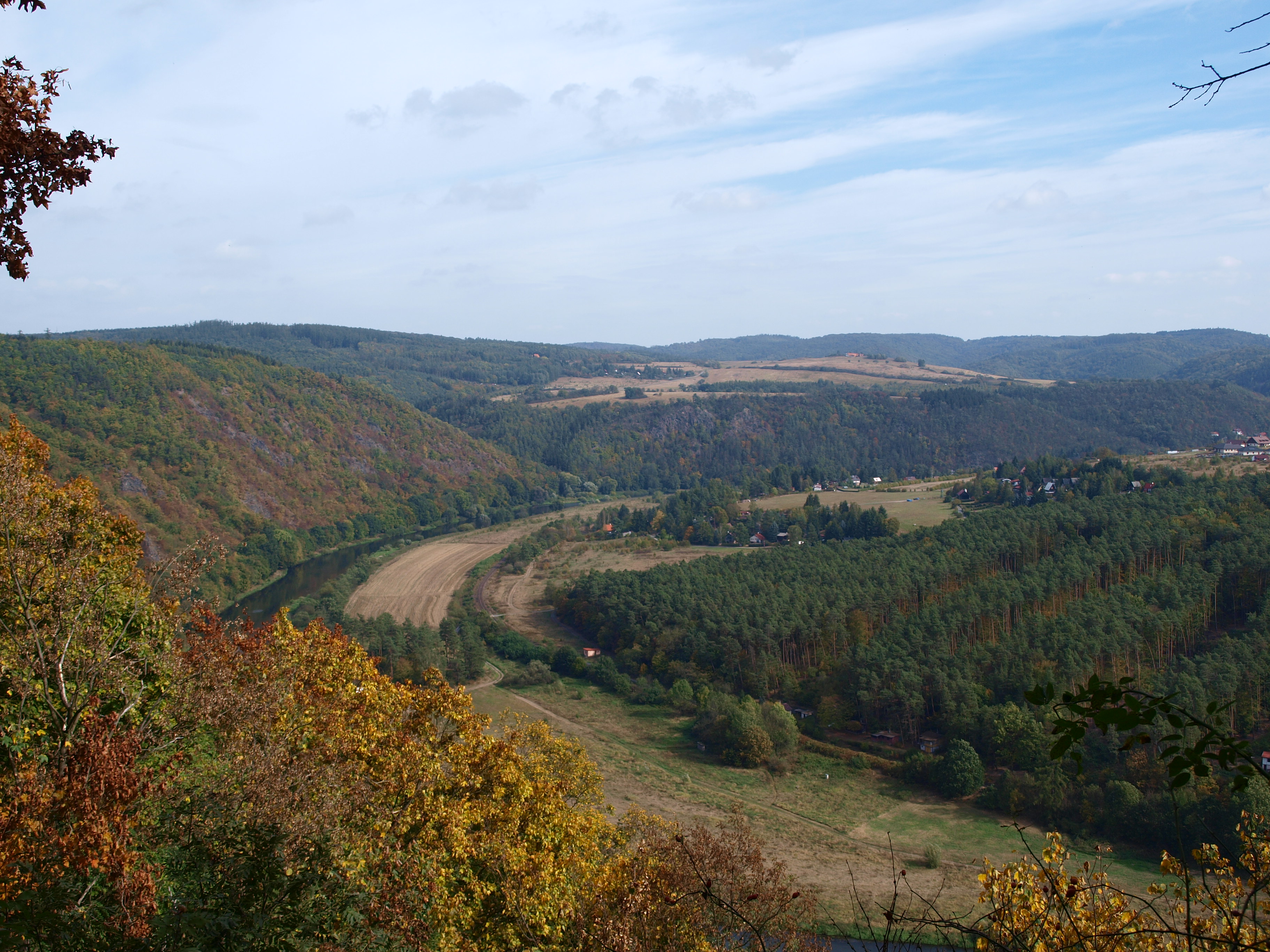
Dolina Berounki koło Újezdu nad Zbečnem
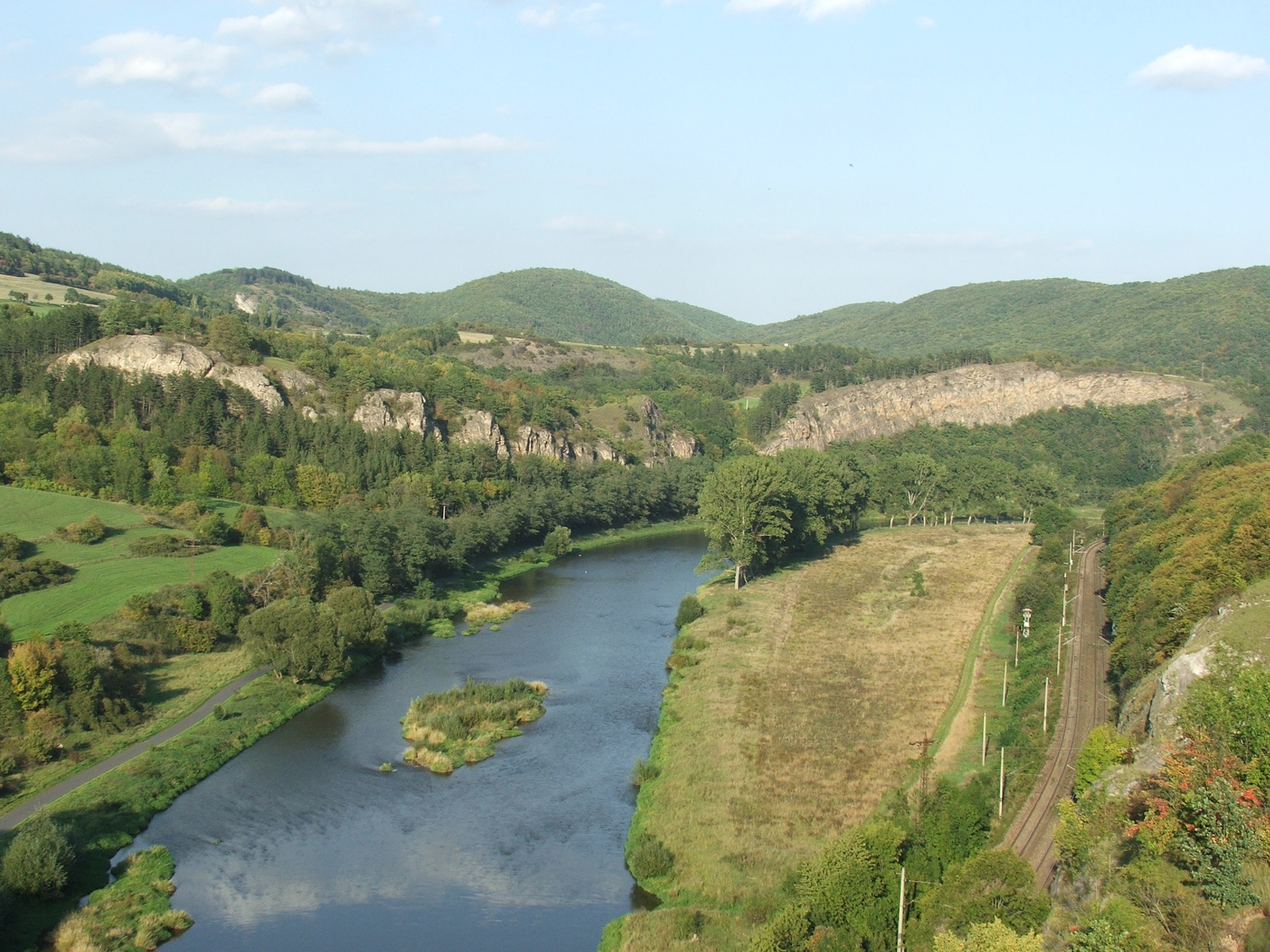
Dolina Berounki między Tetínem a Srbskem
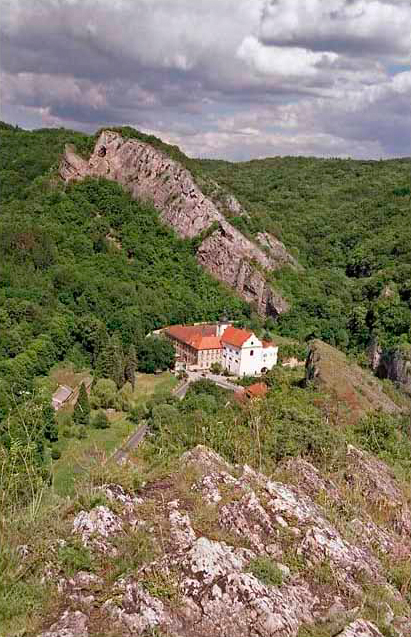
Svatojánská skála w dolinie Loděnice w Svatym Janie pod Skalou
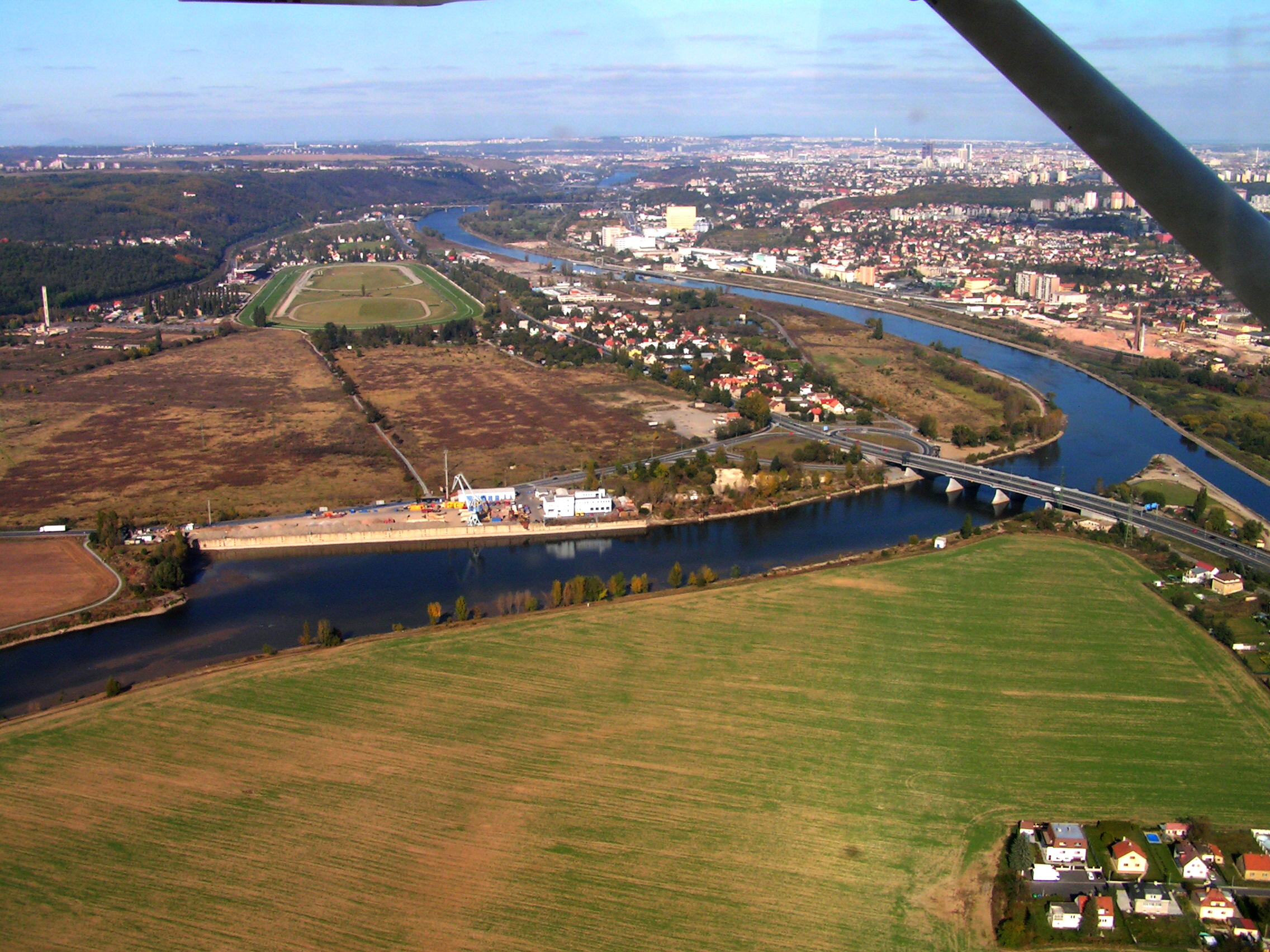
Ujście Berounki do Wełtawy
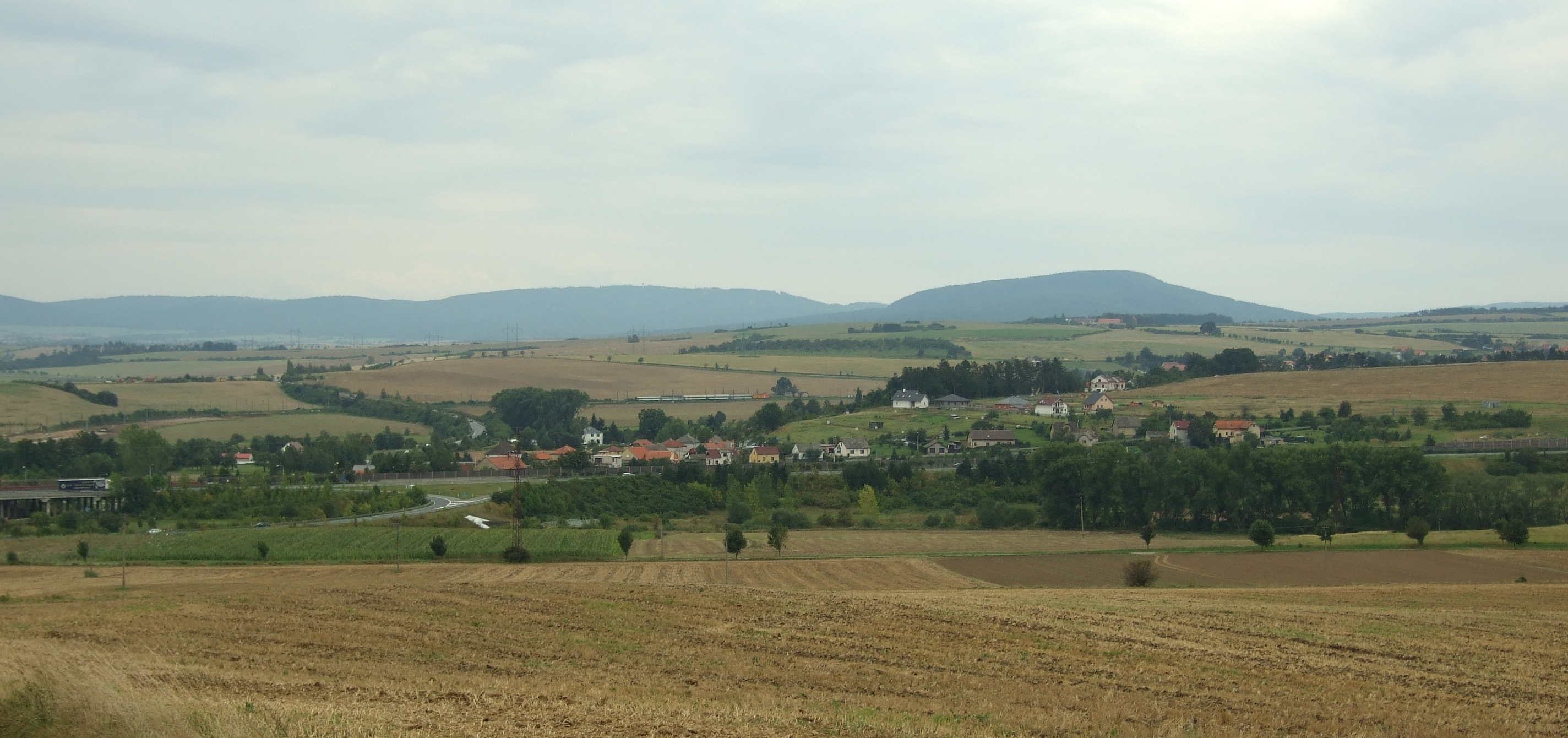
Dolina Litavki koło Knížkovic
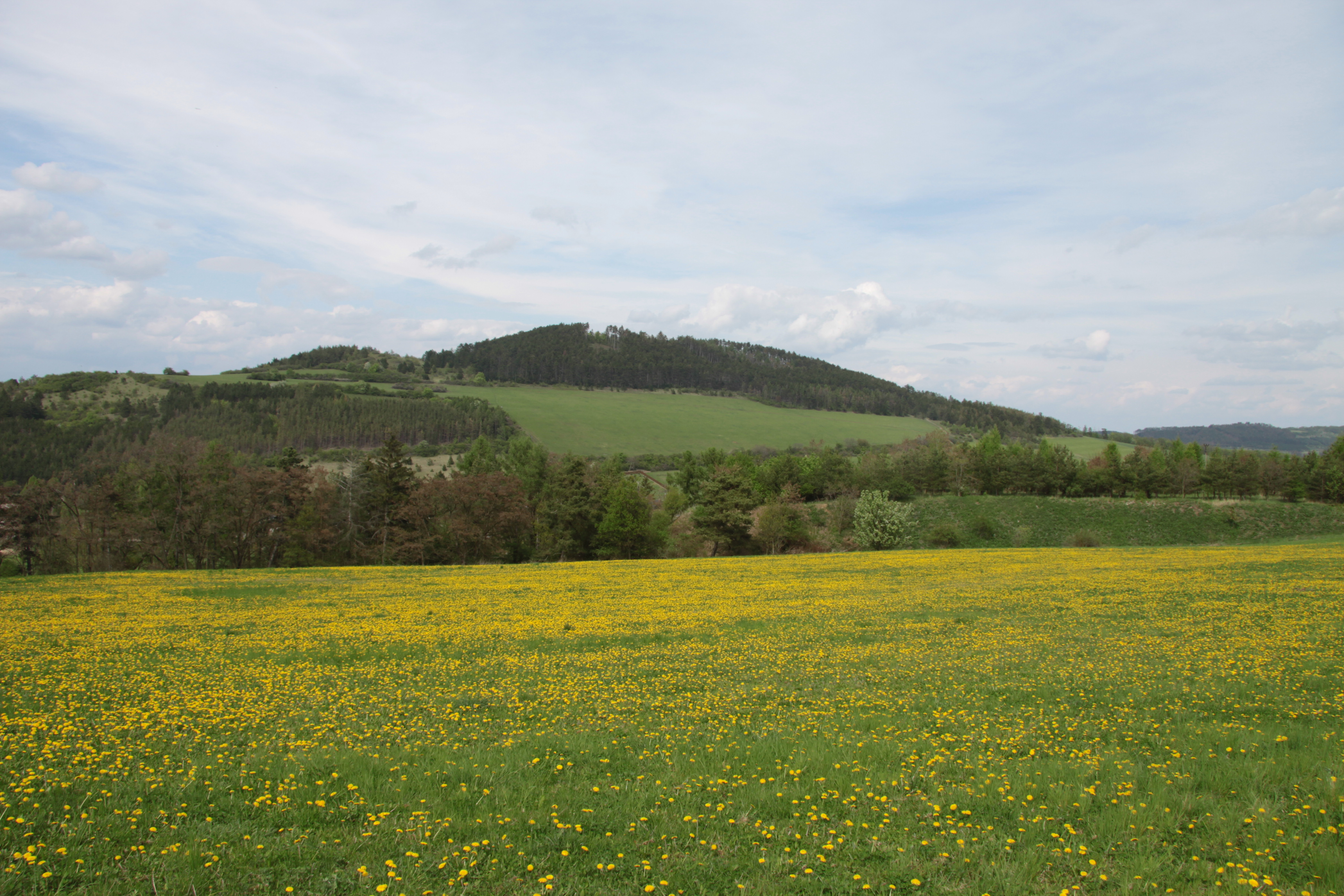
Koukolova hora koło Tmani
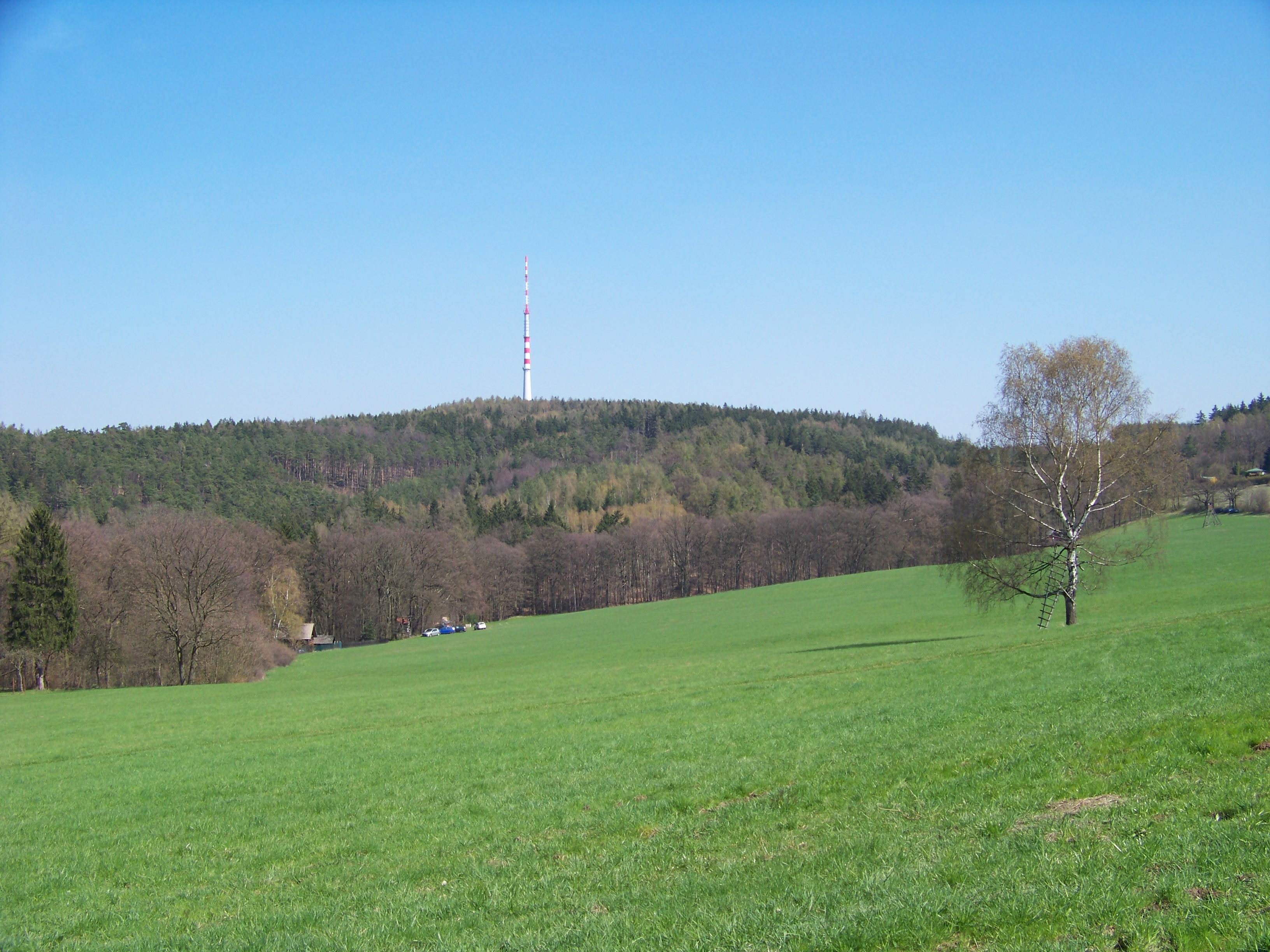
Góra Cukrák w masywie Hřebeny z przekaźnikiem telewizyjnym
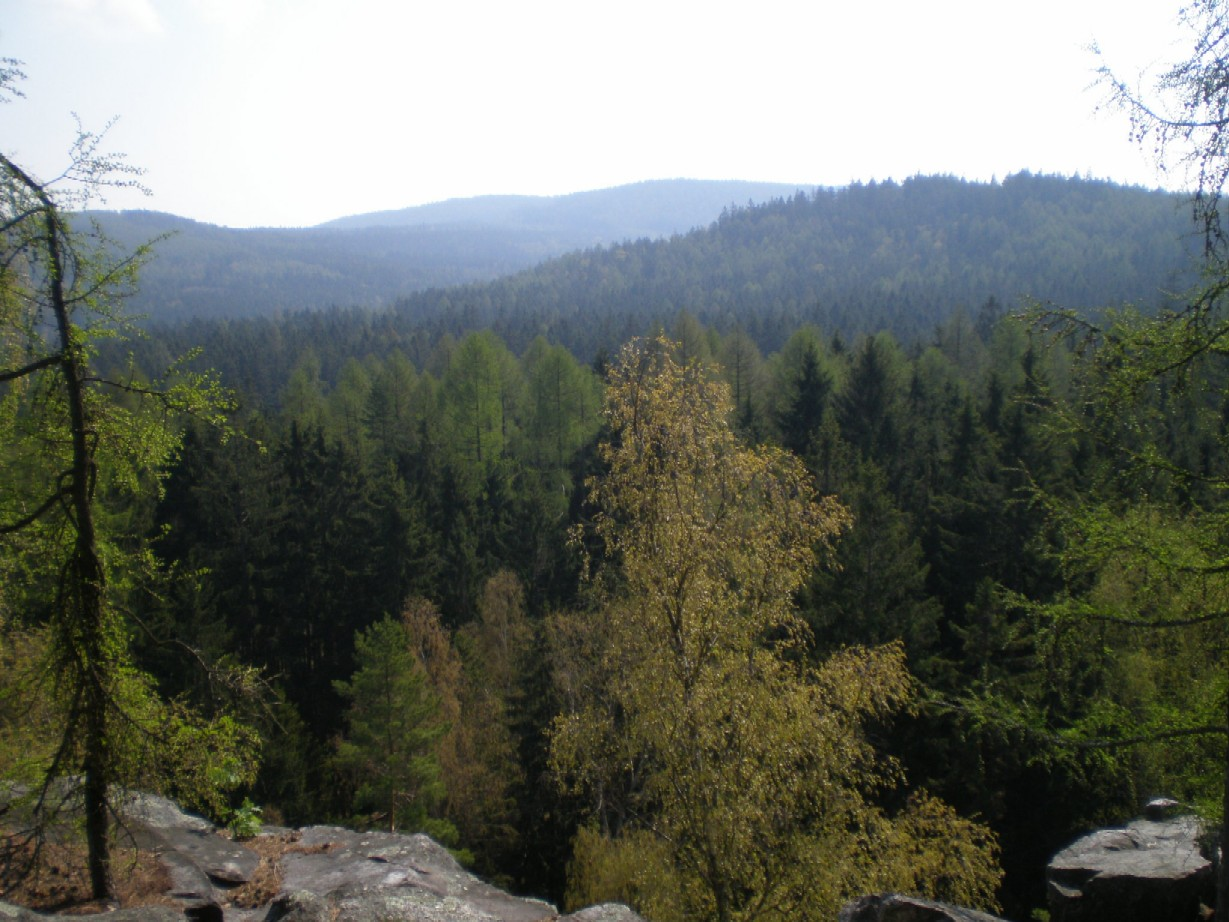
Brdy – widok z Jindřichovky do doliny Červeného potoka
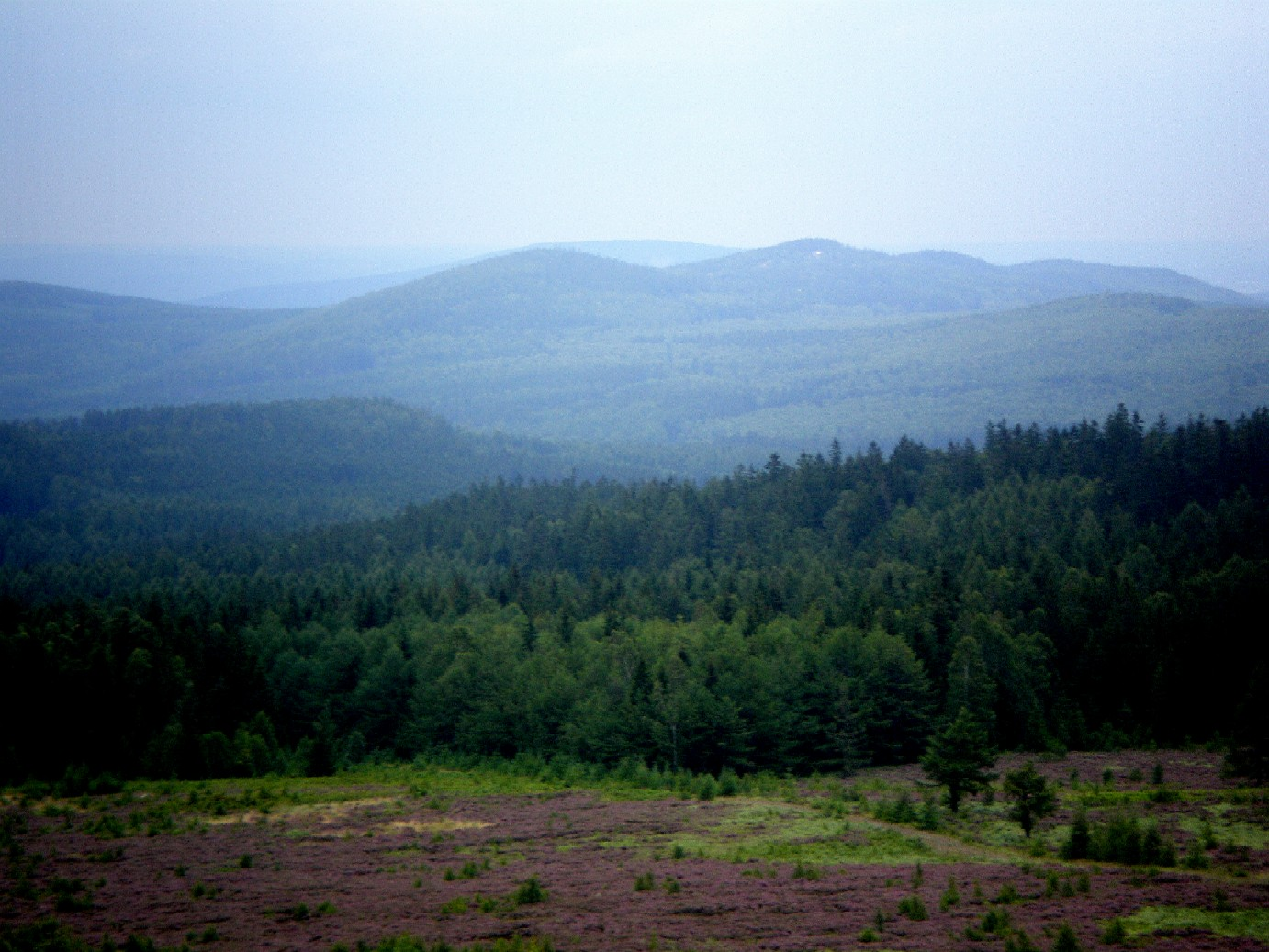
Jinecké hřebeny z Houpáku
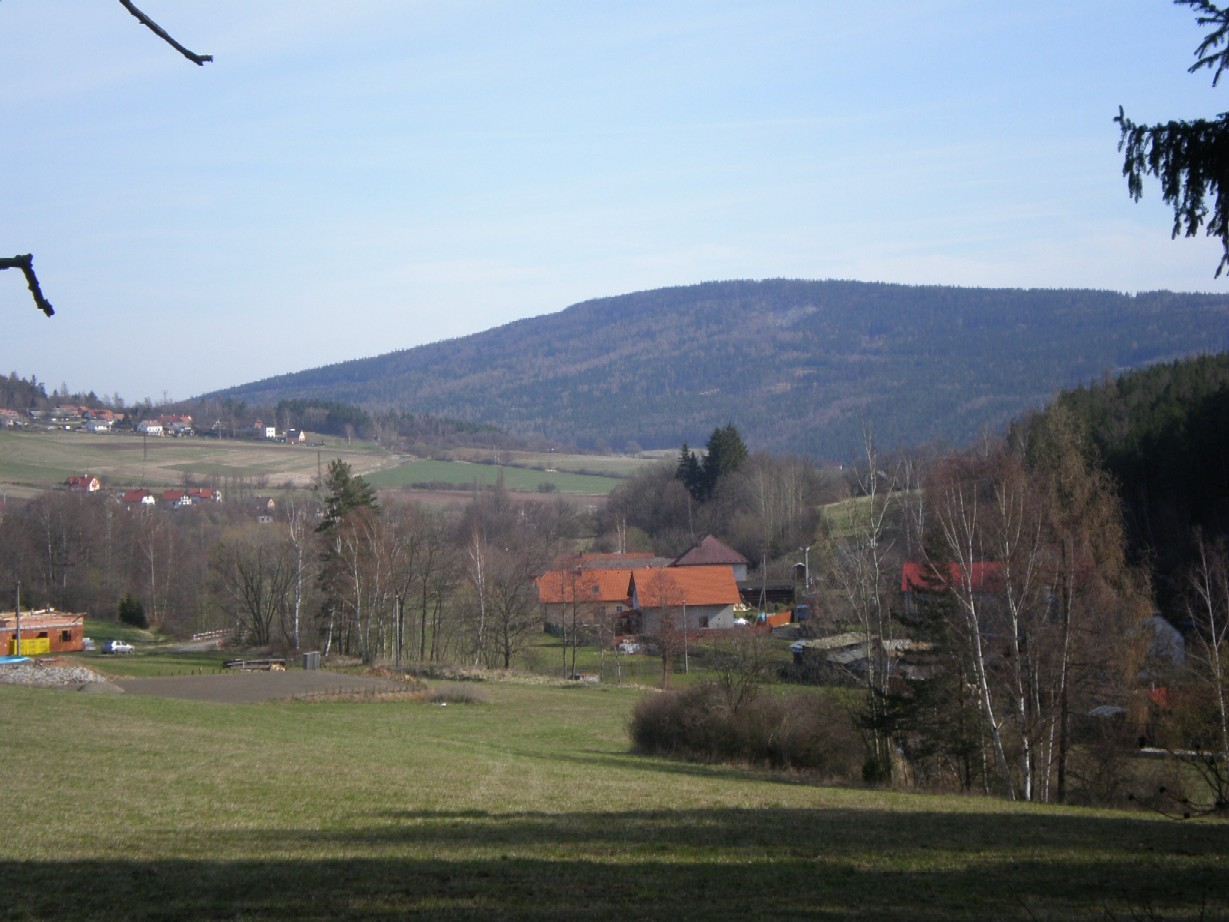
Plešivec w Brdach